# Полисциас
Полисциас (лат. Polyscias) — род растений семейства Аралиевые (Araliaceae). Представители рода произрастают в Юго-Восточной Азии и на островах Индийского и Тихого океанов. Многие виды выращиваются в качестве декоративных растении: комнатных растений — в регионах с умеренным климатом, и садовых растений — в тропических и субтропических регионов. Некоторые виды используются в пищу в качестве листовой зелени или как лекарственное растение в народной медицине. 

## Описание
Представители рода имеют разветвленную корневую систему, распространяющуюся как вертикально, так и горизонтально. Покрытые коричневой корой побеги растения тоже сильно разветвлены. Побеги даже с возрастом сохраняют гибкость, поэтому их очень трудно сломать. Яркие листья могут быть парно-перисто-рассечеными, трижды перистыми или округлыми. У молодых растений листья обычно простые, но с возрастом начинают делиться на сегменты. 
У некоторых видов мадагаскарских полисциасов одиночные сложные листья, которые внешне похожи на простые цельные листья.  

## Этимология
Название рода происходит от греческих слов polys — много и skias — навес, подобный тенту, из-за того, что главный зонтик разделен на многочисленные меньшие зонтики.

## Синонимы
Согласно данным GBIF на декабрь 2024 года в синонимику рода Polyscias J.R.Forst. & G.Forst.  (1775). In: Char. Gen. 63. T. 32., входят следующие названия:
- = Arthrophyllum Blume
- = Bonnierella R.Vig.
- = Botryopanax Miq.
- = Cuphocarpus Decne. & Planch.
- = Dipanax Seem.
- = Eremopanax Baill.
- = Eupteron Miq.
- = Gastonia Comm. ex Lam.
- = Gelibia Hutch.
- = Grotefendia Seem.
- = Indokingia Hemsl.
- = Irvingia F.Muell.
- = Kissodendron Seem.
- = Maralia Thouars
- = Montagueia Baker f.
- = Munroidendron Sherff
- = Nesodoxa Calest.
- = Nothopanax Miq.
- = Oligoscias Seem.
- = Palmervandenbrockia Gibbs
- = Palmervandenbroekia Gibbs
- = Peekeliopanax Harms
- = Pterotropia Hillebr.
- = Reynoldsia A.Gray
- = Sciadopanax Seem.
- = Shirleyopanax Domin
- = Tetraplasandra A.Gray
- = Tieghemopanax R.Vig.
- = Triplasandra Seem.

## Виды рода
Согласно контрольному списку представителей семейства Аралиевых к роду Polyscias причисляют более 100 видов
- Polyscias acuminata
- Polyscias aemiliguineae
- Polyscias aequatoguineensis
- Polyscias albersiana
- Polyscias amplifolia
- Polyscias anacardium
- Polyscias andraerum
- Polyscias ariadnes
- Polyscias aubrevillei
- Polyscias australiana
  - P. australiana var. australiana
  - P. australiana var. disperma
- Polyscias baehniana
- Polyscias balansae
- Polyscias balfouriana (Полисциас Балфура)
- Polyscias baretiana
- Polyscias belensis
- Polyscias bellendenkeriensis
- Polyscias bernieri
- Polyscias bipinnata
- Polyscias boivinii
- Polyscias borbonica
- Polyscias borneensis
- Polyscias bracteata
- Polyscias carolorum
- Polyscias chapelieri
- Polyscias cissiflora
- Polyscias cissodendron
- Polyscias confertifolia
  - P. confertifolia var. angusta
  - P. confertifolia var. confertifolia
- Polyscias coriacea
- Polyscias corticata
- Polyscias crassa
- Polyscias crenata
- Polyscias culminicola
- Polyscias cumingiana (Полисциас Каминга)
- Polyscias cussonioides
- Polyscias dichroostachya
- Polyscias dioica
- Polyscias elegans
- Polyscias farinosa
- Polyscias felicis
- Polyscias filicifolia (Полисциас папоротниколистный)
- Polyscias floccosa
- Polyscias florosa
- Polyscias flynnii
- Polyscias fraxinifolia
- Polyscias fruticosa (Полисциас кустарниковый)
- Polyscias fulva
- Polyscias gracilis
- Polyscias grandifolia
- Polyscias gruschvitzkii
- Polyscias guilfoylei (W.Bull) L.H. Bailey (Полисциас Гуильфойля)
- Polyscias heineana
- Polyscias jacobsii
- Polyscias javanica
- Polyscias joskei
- Polyscias kikuyuensis
- Polyscias kivuensis
- Polyscias lancifolia
- Polyscias lantzii
- Polyscias lecardii
- Polyscias ledermannii
- Polyscias letestui
- Polyscias lionnetii
- Polyscias macdowallii
- Polyscias macgillivrayi
- Polyscias madagascariensis
- Polyscias maraisiana
- Polyscias maralia
- Polyscias mauritiana
- Polyscias mayottensis
- Polyscias microbotrys
- Polyscias mollis
- Polyscias multibracteata
- Polyscias multijuga
- Polyscias muraltana
- Polyscias murrayi (F. Muell.) Harms (Полисциас Муррея)
- Polyscias myrsine
- Polyscias neraudiana
- Polyscias nodosa (Полисциас узловатый)
- Polyscias nossibiensis
- Polyscias nothisii
- Polyscias obtusifolia Frodin (Полисциас притупленный)[6]
- Polyscias ornifolia
- Polyscias palmervandenbroekii
- Polyscias pancheri
- Polyscias paniculata (Полисциас метельчатый)
- Polyscias pentamera
- Polyscias philipsonii
- Polyscias pinnata
- Polyscias purpurea
- Polyscias quintasii
- Polyscias racemosa
- Polyscias rainaliorum
- Polyscias reflexa
- Polyscias reineckei
- Polyscias repanda
- Polyscias richardsiae
- Polyscias rivalsii
- Polyscias rodriguesiana
- Polyscias roemeriana
- Polyscias royenii
- Polyscias sambucifolia
- Polyscias samoensis
- Polyscias schmidii
- Polyscias schultzei
- Polyscias scopoliae
- Polyscias scutellaria (Burm. f.) Fosberg (Полисциас шлемниковый)
- Polyscias sessiliflora
- Polyscias sleumeri
- Polyscias sorongensis
- Polyscias stuhlmannii
- Polyscias subcapitata
- Polyscias subincisa
- Polyscias tafondroensis
- Polyscias tahitensis
- Polyscias tennantii
- Polyscias terminalia
- Polyscias tripinnata
- Polyscias verticillata
- Polyscias vogelkopensis
- Polyscias weinmanniae
- Polyscias willmottii
- Polyscias zanthoxyloides
  - P. zanthoxyloides var. simplex
  - P. zanthoxyloides var. zanthoxyloides
- Polyscias zippeliana